# Pan-Amerikaanse kampioenschappen schermen
De Pan-Amerikaanse kampioenschappen schermen worden sinds 2006 jaarlijks ingericht voor schermers uit Noord- en Zuid-Amerika. De kampioenschappen tellen mee voor de wereldranglijsten van de Fédération Internationale d'Escrime en worden tevens gebruikt als kwalificatie-toernooi voor de Olympische Zomerspelen en de Pan-Amerikaanse Spelen. 

## Gaststeden
| Jaar | Stad         |
| ---- | ------------ |
| 2006 | Valencia     |
| 2007 | Montreal     |
| 2008 | Querétaro    |
| 2009 | San Salvador |
| 2010 | San José     |
| 2011 | Reno         |
| 2012 | Cancun       |
| 2013 | Cartagena    |
| 2014 | San José     |
| 2015 | Santiago     |